# Grumman F6F
Die Grumman F6F Hellcat war ein US-amerikanisches trägergestütztes Jagdflugzeug des Zweiten Weltkriegs. Sie war das Nachfolgemodell der Grumman F4F Wildcat.

## Geschichte
Die US Navy bestellte am 30. Juni 1941 die XF6F-1 als potentiellen Nachfolger für die F4F, die zu dieser Zeit das Rückgrat der trägergestützten Jagdeinheiten war. Doch nach dem Erstflug im Juni 1942 stellte sich vor dem Hintergrund der Erfahrungen in den Luftkämpfen mit der japanischen Mitsubishi A6M heraus, dass eine Vielzahl von Verbesserungen notwendig war. Diese flossen in den zweiten Prototyp mit der Bezeichnung XF6F-3 ein. Die XF6F-2 war eine geplante Version mit einem aufgeladenen Sternmotor Wright R-2600, während für den ersten Prototyp dieses Triebwerk ohne Abgasturbolader verwendet worden war.
Testpilot R. Hall flog die XF6F-3 (Werknummer 02982) zum ersten Mal am 30. Juli 1942 mit einem Pratt & Whitney R-2800-10-Double-Wasp-Triebwerk. Die schnell anlaufende Serienproduktion führte dazu, dass die erste F6F-3 (Werknummer 04775) bereits am 4. Oktober 1942 ausgeliefert wurde und ab Januar 1943 den ersten Einsatzverbänden (VF-9 auf der Essex) zugeführt werden konnte. Der Prototyp besaß noch einen Curtiss-Propeller mit einem großen Spinner. Bei der Serienproduktion verwendete man einen Hamilton-Standard-Propeller.

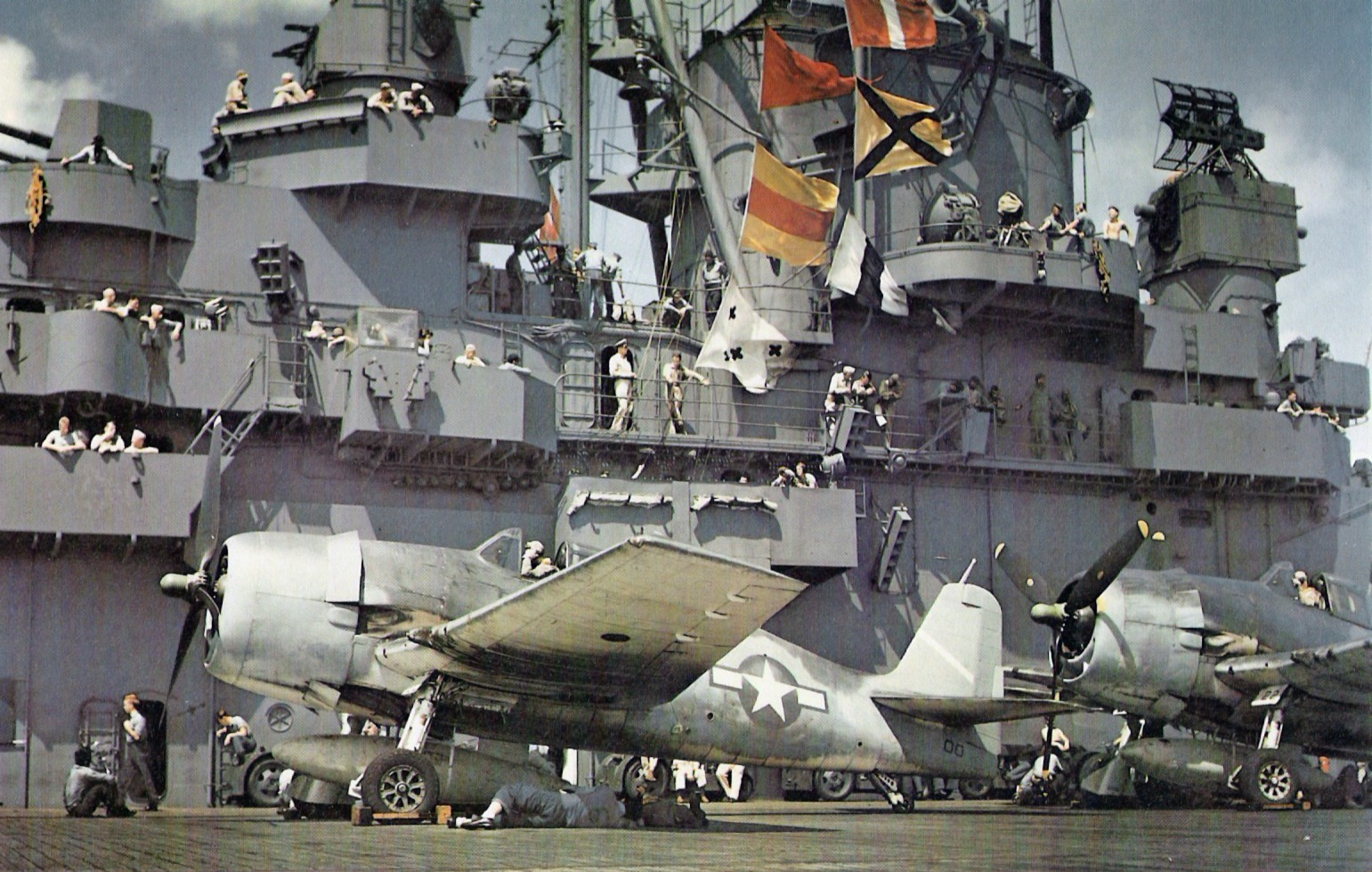
F6F-3 vor dem Start auf der Yorktown 1943

Im Gegensatz zur Grumman F4F Wildcat war das Flugzeug als Tiefdecker ausgelegt. Somit konnte das Hauptfahrwerk vom Rumpf in die Tragflächen verlegt werden. Dadurch wurde ein wesentlich richtungsstabileres Fahrwerk geschaffen.
Obwohl größer und schwerer als die Wildcat, zeigte das Modell doch beträchtlich bessere Flugleistungen. Mit diesem Modell erkämpften die US-Amerikaner endgültig die Luftherrschaft im Pazifik. Von den 6477 bestätigten Luftsiegen der US Navy errang die F6F Hellcat 4947. Auch die Fleet Air Arm setzten das Muster ein (zuerst unter dem Namen Gannet). Als Nachtjäger war die Hellcat mit einem tragflächenmontierten Radar ausgerüstet; zur Schiffsbekämpfung und Erdkampfunterstützung mit Raketen.
Die F6F-3 war die erste Hauptserienversion mit 4.402 gebauten Exemplaren. Es folgte die F6F-5 mit kleinen Verbesserungen und 6.681 Exemplaren als zweite Hauptserie. Die letzte Hauptserie war die F6F-5N als Nachtjäger.
Die Produktion bei Grumman lief nach 12.272 Exemplaren im November 1945 aus. Die Hellcat war 1946 für einige Wochen das erste Flugzeug der Navy-Kunstflugstaffel Blue Angels.

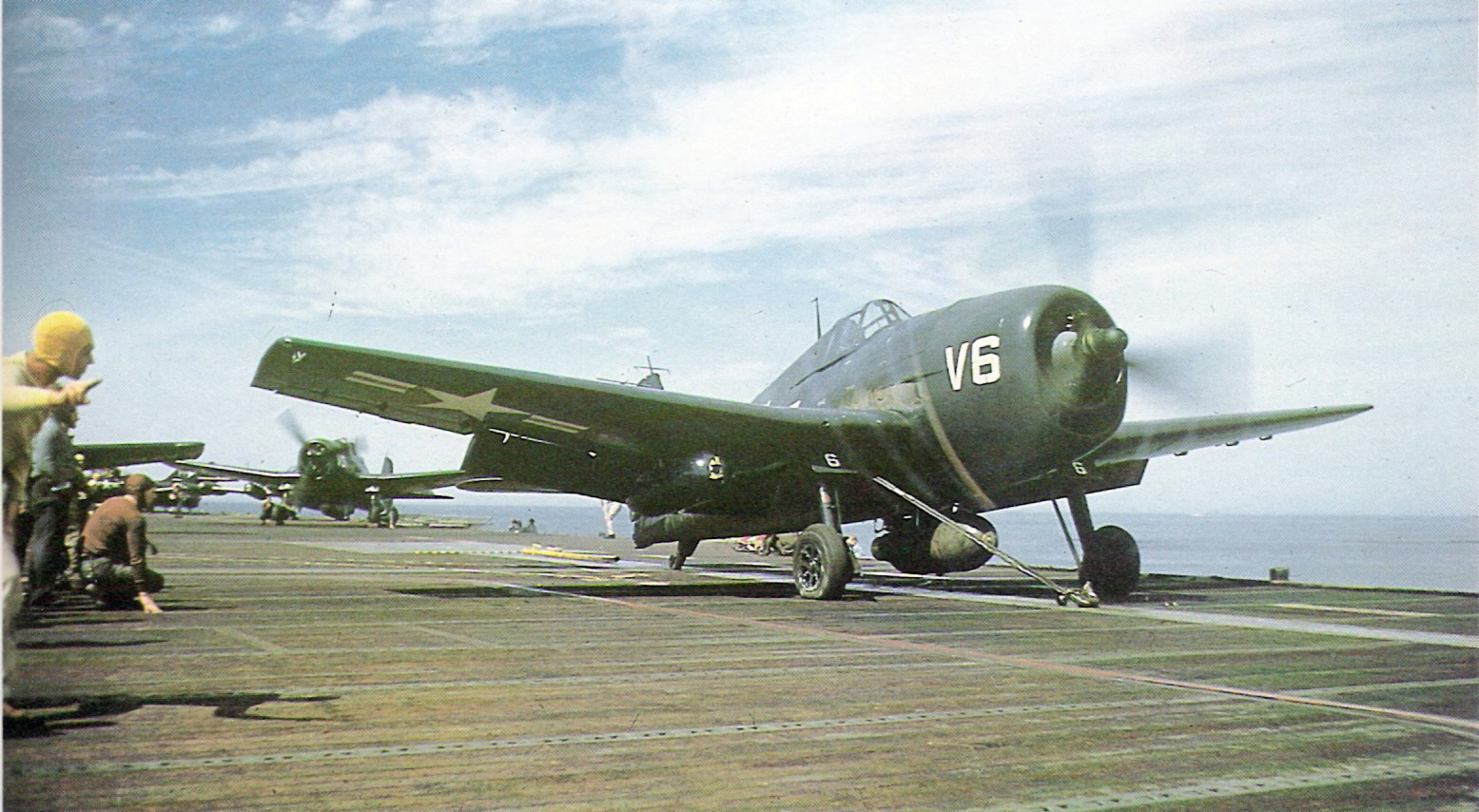
Eine F6F-5K wird 1952 von der Boxer gestartet

Die F6F-5N wurde als letzte bei den Einsatzstaffeln bis 1953 eingesetzt, die F6F-5 flog bei Trainingseinheiten bis 1956. F6F-5K-Zielflugzeuge wurden bis 1961 verwendet und flogen auch den letzten Kampfeinsatz einer US-amerikanischen Hellcat, als sie ab August 1952 im Koreakrieg vom Flugzeugträger Boxer aus als Lenkflugkörper gegen Ziele in Nordkorea eingesetzt wurden. Als Lenkflugzeuge dienten AD-2D Skyraider. Sechs Einsätze wurden mit mäßigem Erfolg geflogen.
Außer an Großbritannien, das im Zweiten Weltkrieg 1177 F6F erhielt, wurden zehn F6F-5 1947 an Argentinien geliefert. Einige dieser Maschinen gab Argentinien später an Paraguay ab. Uruguay erhielt zwölf F6F-5. Die letzten südamerikanischen Hellcats flogen 1961. Frankreich erhielt 1949 179 F6F-5 und F6F-5N, die von den Marinefliegern im Indochinakrieg eingesetzt wurden.

## Varianten

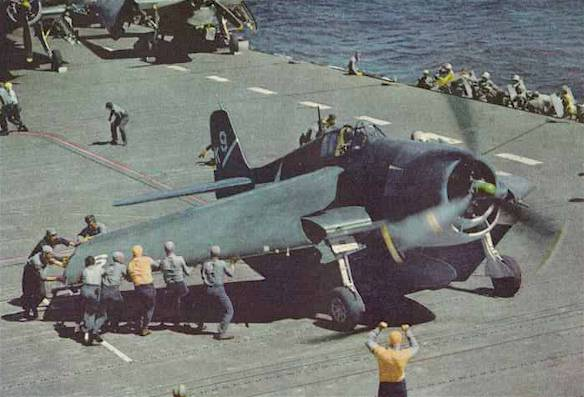
F6F-3 der Jagdstaffel VF-1 auf der Yorktown 1944

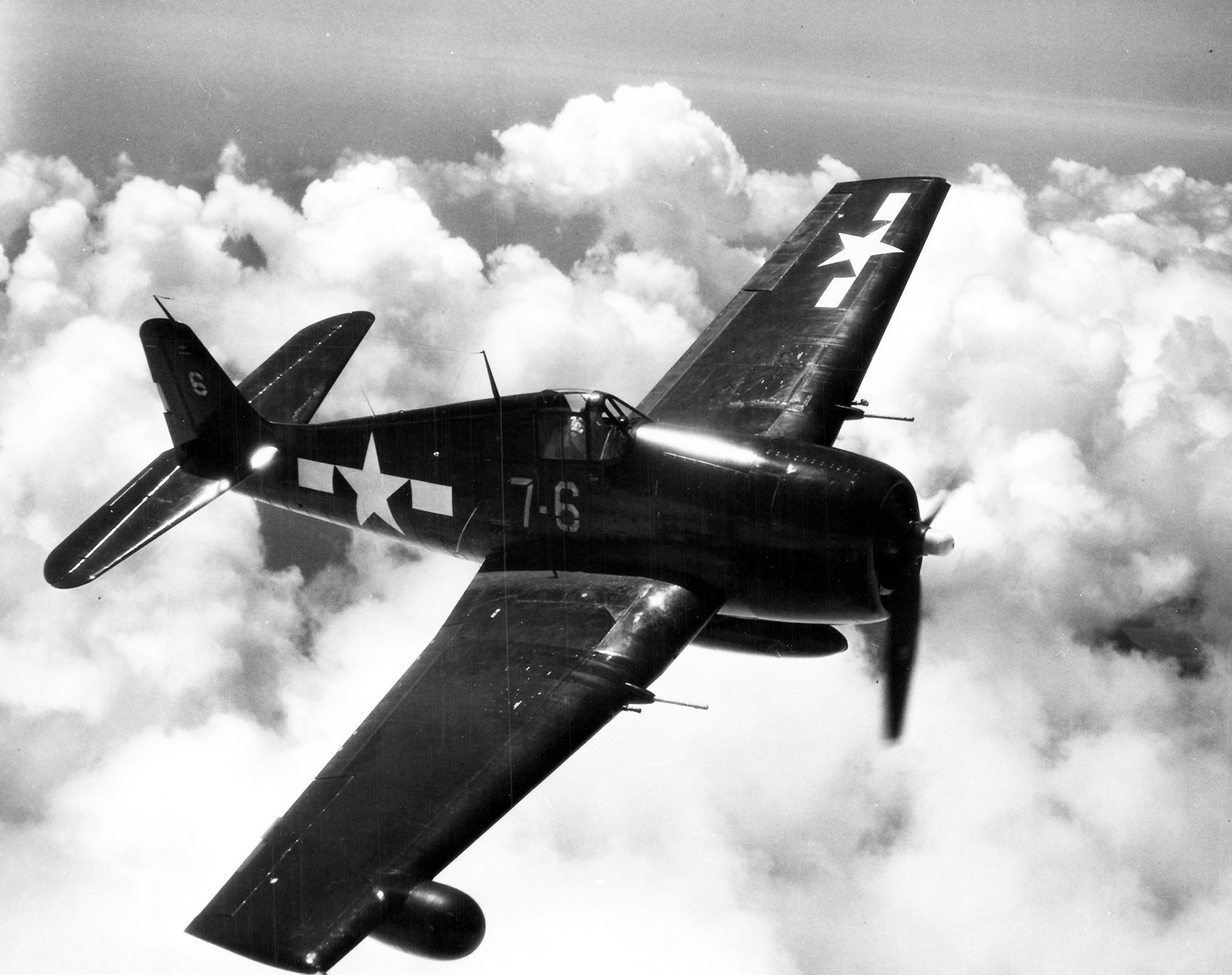
F6F-3N 1943

Mit Raketen bewaffnete F6F-5

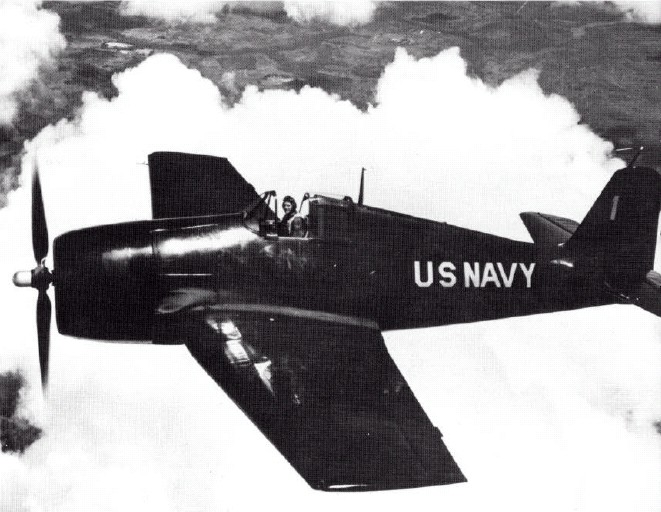
F6F-5 der Blue Angels 1946

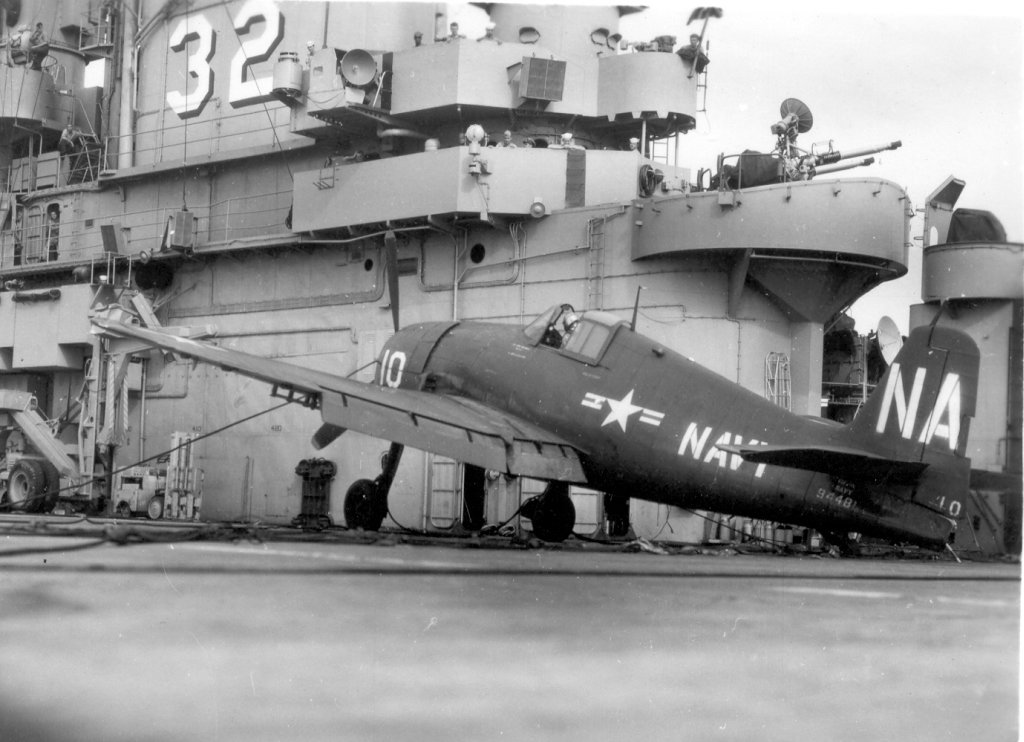
F6F-5N-Nachtjäger auf der USS Leyte 1952

XF6F-1Prototyp mit Wright R-2600-10 Cyclone 14 (1268 kW), einer gebaut.
FV-1geplante, aber nicht gebaute F6F-1 von Canadian Vickers.
XF6F-2Version mit R-2600-16, nicht gebaut
XF6F-3Prototyp mit Pratt & Whitney R-2800-10W Double Wasp (1491 kW), einer gebaut.
F6F-3Serienversion, 4402 gebaut.
F6F-3E18 zum Nachtjäger umgebaute F6F-3 mit APS-4-Radar außen an der rechten Tragfläche.
F6F-3Kzum Zielflugkörper umgebaute F6F-3.
F6F-3N150 zum Nachtjäger umgebaute F6F-3 mit APS-6-Radar außen an der rechten Tragfläche.
F6F-3Peinige zum Aufklärer umgebaute F6F-3.
XF6F-4Prototyp mit Pratt & Whitney R-2800-27 (1555 kW), einer gebaut.
F6F-5Serienversion mit strömungsgünstigerer Motorhaube und Kanzel. Die Bewaffnung wurde um sechs 127-mm-Raketen und zwei Unterflügelstationen für je eine 454-kg-Bombe verstärkt, teils waren sie mit zwei 20-mm-Kanonen und vier 12,7-mm-MG bewaffnet, 6681 gebaut.
F6F-5Dzu Drohnenführungsflugzeugen umgebaute F6F-5.
F6F-5Kzu Zieldarstellungsdrohnen umgebaute F6F-5.
F6F-5NNachtjägerversion der F6F-5 mit APS-6-Radar außen an der rechten Tragfläche, 1189 gebaut.
F6F-5Peinige zum Aufklärer umgebaute F6F-5.
XF6F-6Prototyp mit 2.100 PS R-2800-18W Double Wasp, zwei gebaut.
Hellcat IBezeichnung für 252 an die Royal Navy im Rahmen des Leih- und Pachtgesetzes abgegebene F6F-3.
Hellcat IIBezeichnung für 849 an die Royal Navy abgegebene F6F-5.
Hellcat FR.IIzum bewaffneten Aufklärer umgebaute Hellcat II.
Hellcat NF.IIBezeichnung für 76 an die Royal Navy abgegebene F6F-5N.
Hellcat PR.IIzum unbewaffneten Aufklärer umgebaute Hellcat II.

## Produktion
Abnahme der Grumman Hellcat durch die US Navy:
| Version | 1942 | 1943  | 1944  | 1945  | SUMME  |
| ------- | ---- | ----- | ----- | ----- | ------ |
| XF6F-1  | 1    |       |       |       | 1      |
| XF6F-3  | 1    |       |       |       | 1      |
| F6F-3   | 10   | 2.545 | 1.847 |       | 4.402  |
| F6F-5   |      |       | 4.291 | 3.577 | 7.868  |
| SUMME   | 12   | 2.545 | 6.140 | 3.577 | 12.274 |

## Militärische Nutzer
Frankreich
- Marine Nationale

 Vereinigtes Königreich
- Royal Navy

 Vereinigte Staaten
- United States Navy
- United States Marine Corps

 Uruguay

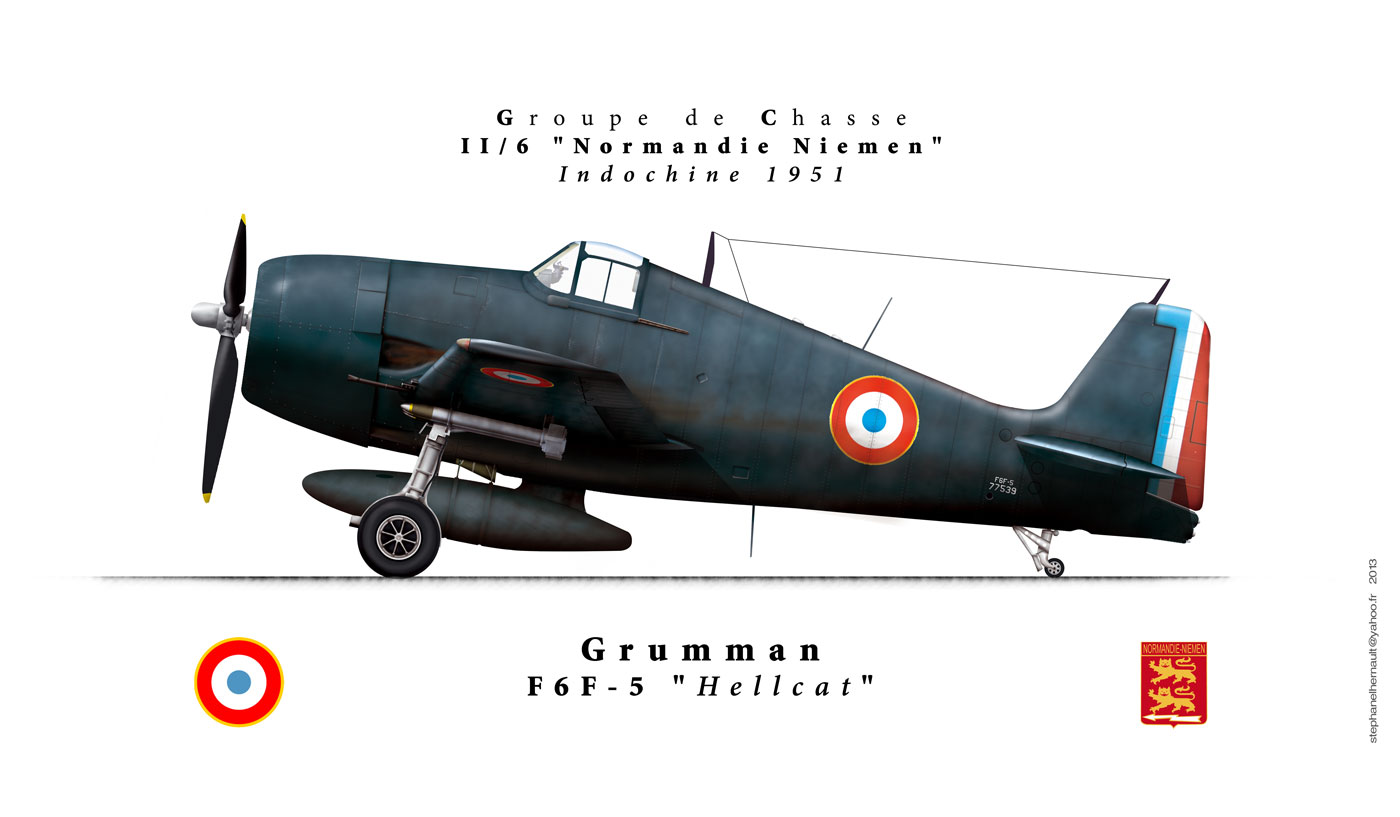
F6F-5, GC 2/6 Normandie Niemen
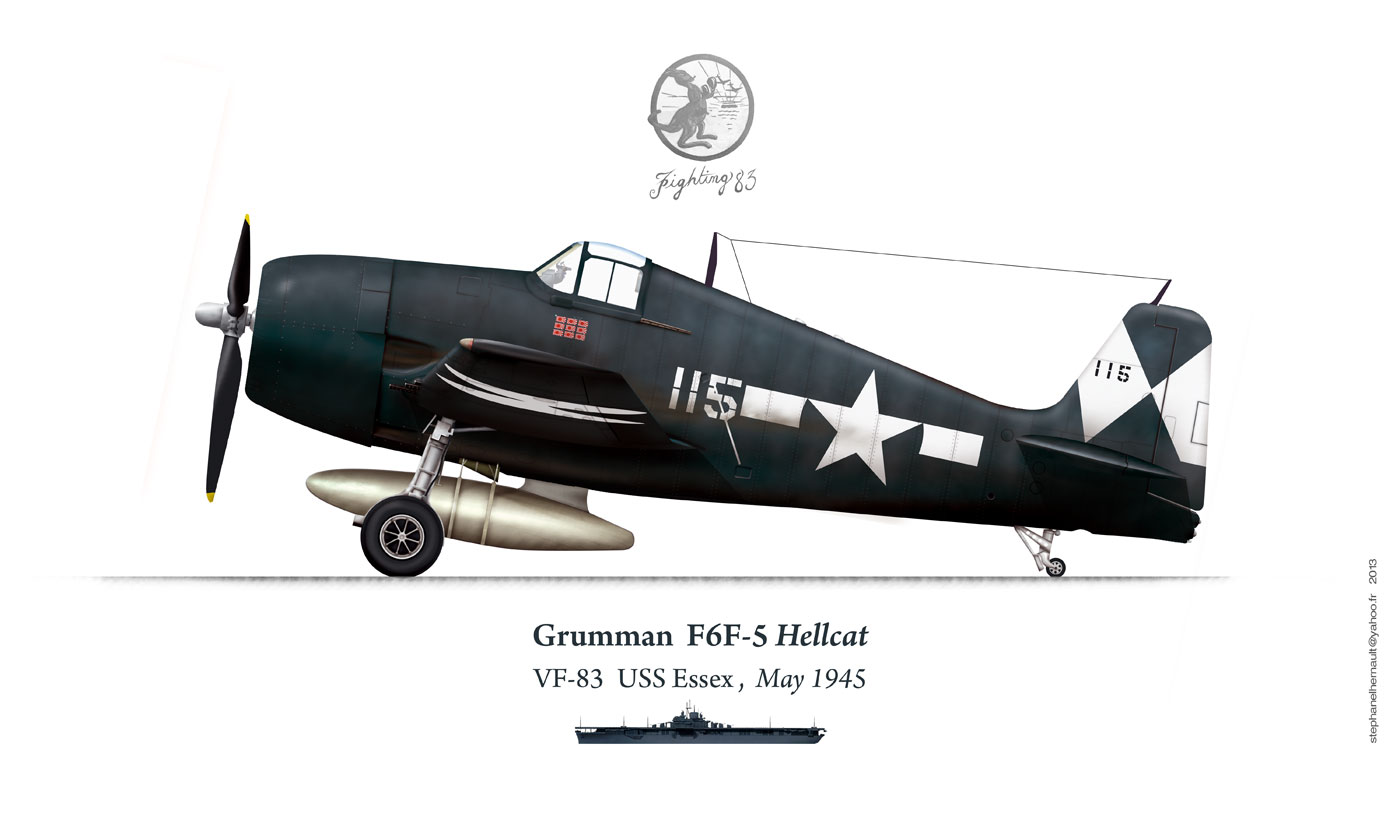
F6F-5 VF83
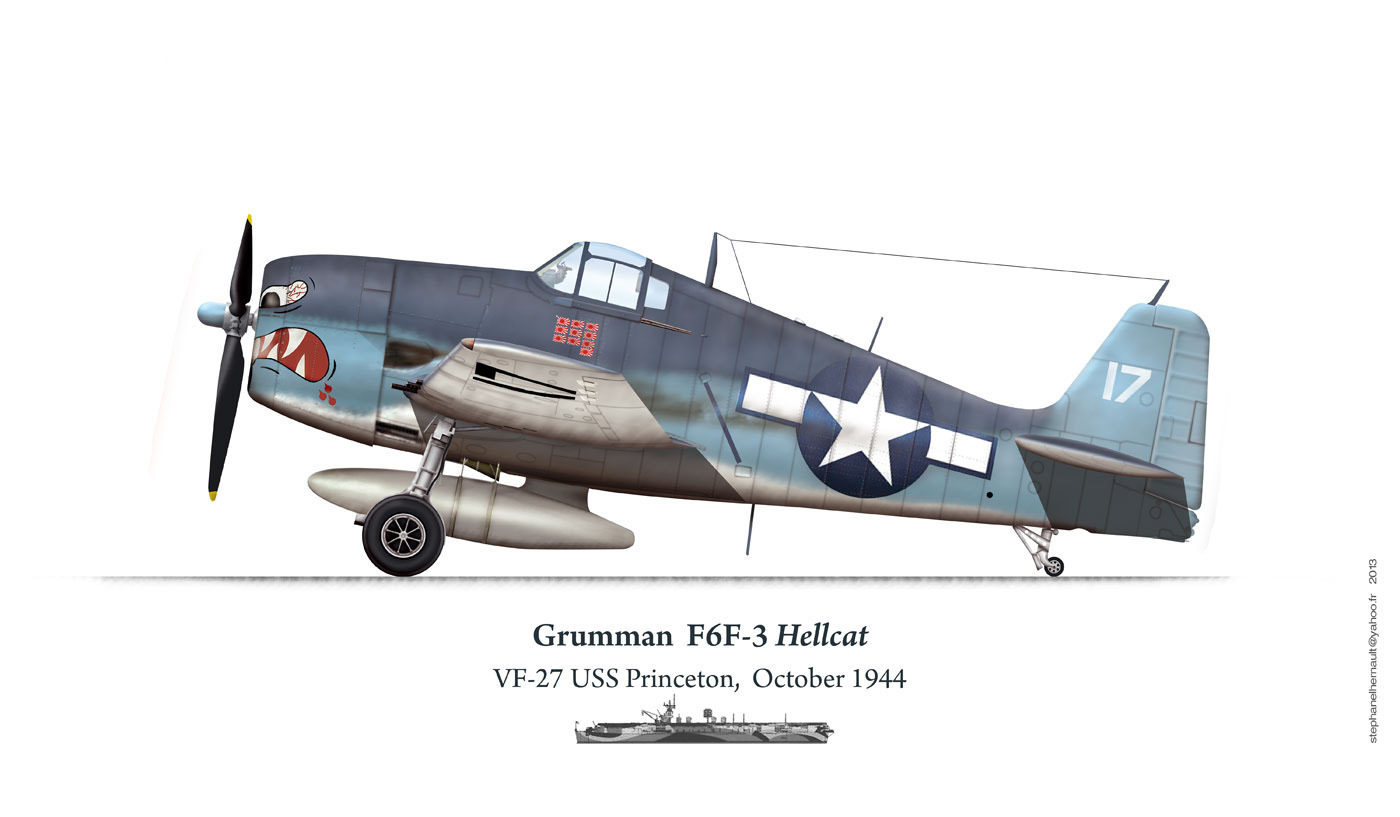
F6F-3 VF27
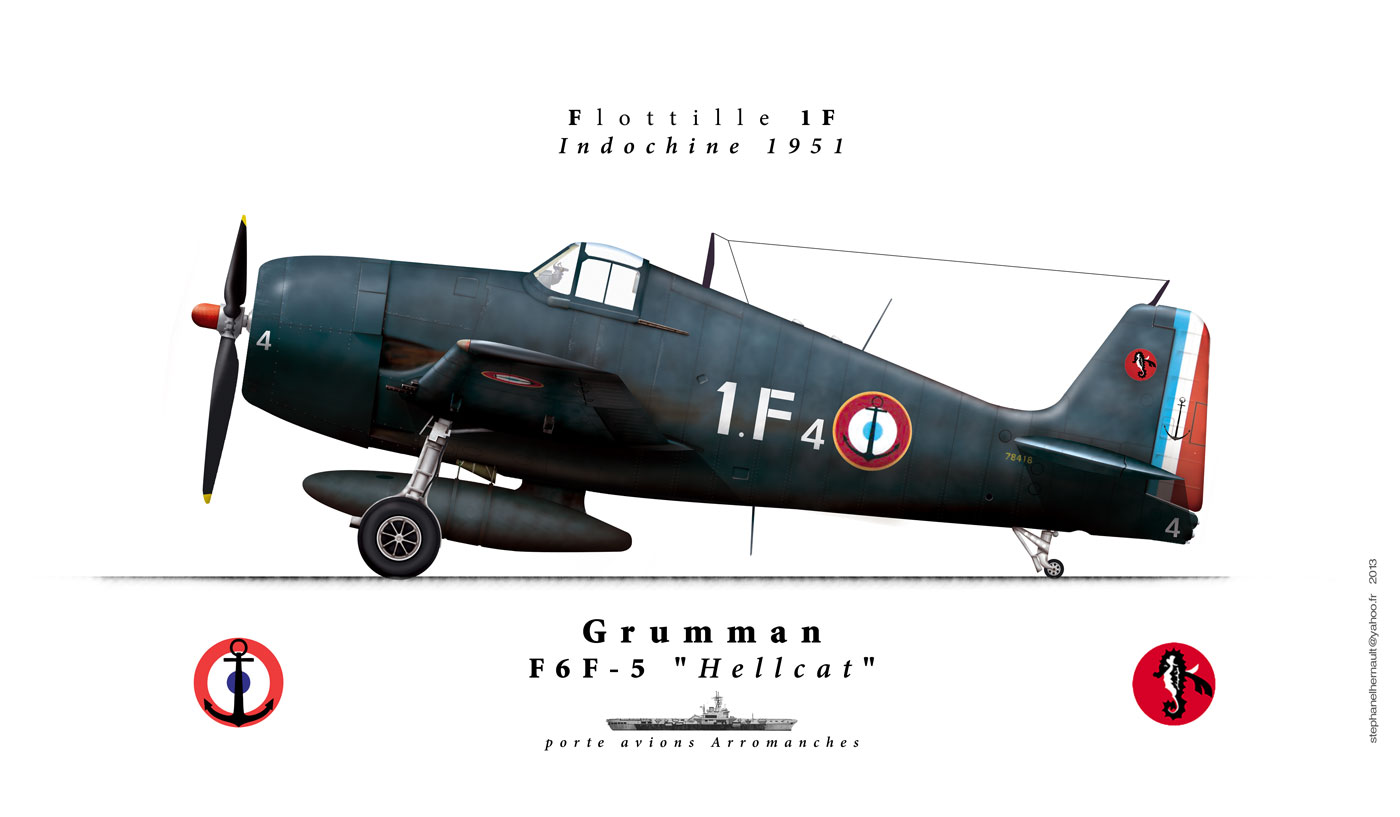
F6F-5, Flottille 1F

## Technische Daten

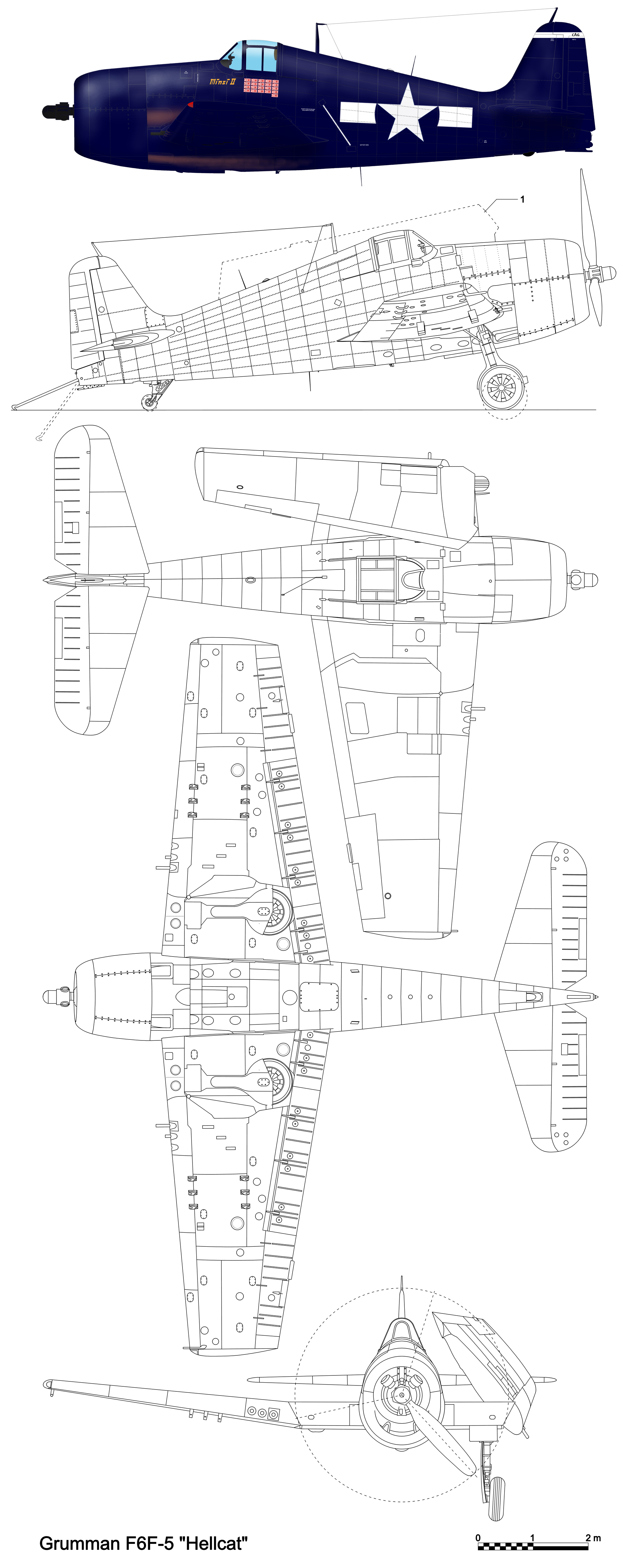
Grumman F6F-5 Hellcat

| Kenngröße             | Daten der F6F-3                                                                                     | Daten der F6F-5                                                                                     |
| --------------------- | --------------------------------------------------------------------------------------------------- | --------------------------------------------------------------------------------------------------- |
| Besatzung             | 1                                                                                                   | 1                                                                                                   |
| Länge                 | 10,10 m                                                                                             | 10,23 m                                                                                             |
| Spannweite            | 13,05 m                                                                                             | 13,08 m                                                                                             |
| Höhe                  | 3,97 m                                                                                              | 3,99 m                                                                                              |
| Flügelfläche          | 31,03 m²                                                                                            | 31,03 m²                                                                                            |
| Flügelstreckung       | 5,5                                                                                                 | 5,5                                                                                                 |
| Leermasse             | 4100 kg                                                                                             | 4.152 kg                                                                                            |
| Startmasse            | 5160 kg                                                                                             | 6.991 kg                                                                                            |
| Antrieb               | ein 18-Zylinder-Doppelsternmotor Pratt & Whitney R-2800-10W Double Wasp mit 2.000 PS (ca. 1.470 kW) | ein 18-Zylinder-Doppelsternmotor Pratt & Whitney R-2800-10W Double Wasp mit 2.000 PS (ca. 1.470 kW) |
| Höchstgeschwindigkeit | 612 km/h in 5280 m Höhe                                                                             | 621 km/h                                                                                            |
| Dienstgipfelhöhe      | 11.720 m                                                                                            | 11.369 m                                                                                            |
| normale Reichweite    | 1745 km                                                                                             | 1674 km                                                                                             |
| Bewaffnung            | sechs 12,7-mm-MG Browning M2                                                                        | sechs 12,7-mm-MG mit je 400 Schuss zwei Bomben oder sechs Raketen (max. 907 kg)                     |